# Biometrická laboratoř
Biometrická laboratoř je zařízení, které nabízí služby odpovídající příslušnému oboru biometrie, např.biometrická laboratoř pro aplikace forenzní, komerční nebo biometrická laboratoř pro obory lesnictví, dřevařství, krajinářství atp.

## Biometrická laboratoř VUT FIT v Brně

### Nabízené služby

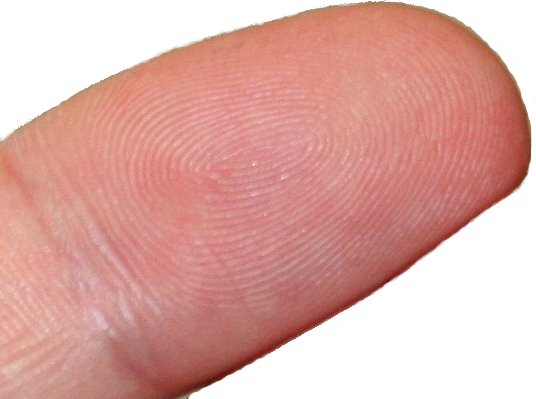
Bříško prstu s papilárními liniemi.

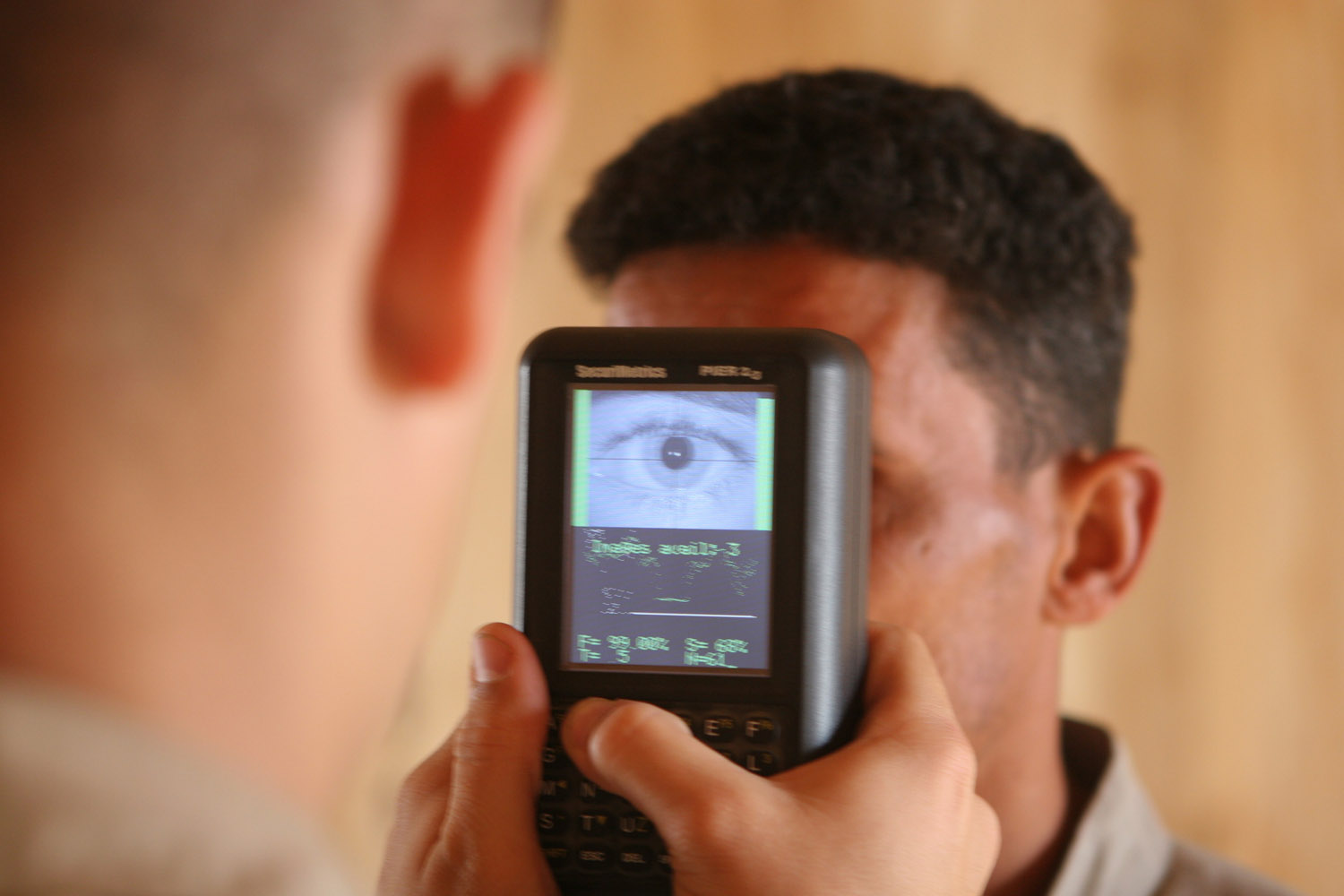
Skenování duhovky oka

- bertillonáž
- snímání otisků prstů
- rozpoznání tvaru ruky
- rozpoznání písma a podpisu
- rozpoznávání podle žil ruky
- rozpoznání obličeje
- rozpoznání podle duhovky
- rozpoznání a analýzu sítnice
- termální analýza (rakovina)
- atp

## Společná laboratoř biometrické identifikace a lokalizace v dopravě
(ČVUT FD, Katedra aplikované informatiky v dopravě)
Společná laboratoř biometrické identifikace a lokalizace v dopravě se zabývá analýzou, přípravy nových služeb a návrhem praktických aplikací v oblasti identifikace a lokalizace v dopravě. Laboratoř je součástí Ústavu aplikované informatiky v dopravě a společnosti IMA s. r. o. (Institut mikroelektronických aplikací), která se orientuje na rozvoj a nabídku systémů využívajících identifikační a biometrické technologie.
Cíle a hlavní náplň práce laboratoře:
- Využití ID karet a RFID technologií (přístupové systémy, bezhotovostní platby, pohyb a identifikace handicapovaných osob, lokalizace a pohyb zboží).
- Identifikace osob pomocí biometrických systémů (počet osob v dopravním prostředku, identifikace konkrétních osob v dopravním prostředku, přístupové systémy).

## Biometrická laboratoř Mendelovy univerzity v Brně

### Vybavení laboratoře
- digitální počítačová analýza obrazu
- digitální kamera s objektivy
- osvětlovací a prosvětlovací zařízení
- mikroskop se světlým i tmavým polem
- atp

### Nabízené služby
- analýza dřevních struktur
- analýza růstových procesů

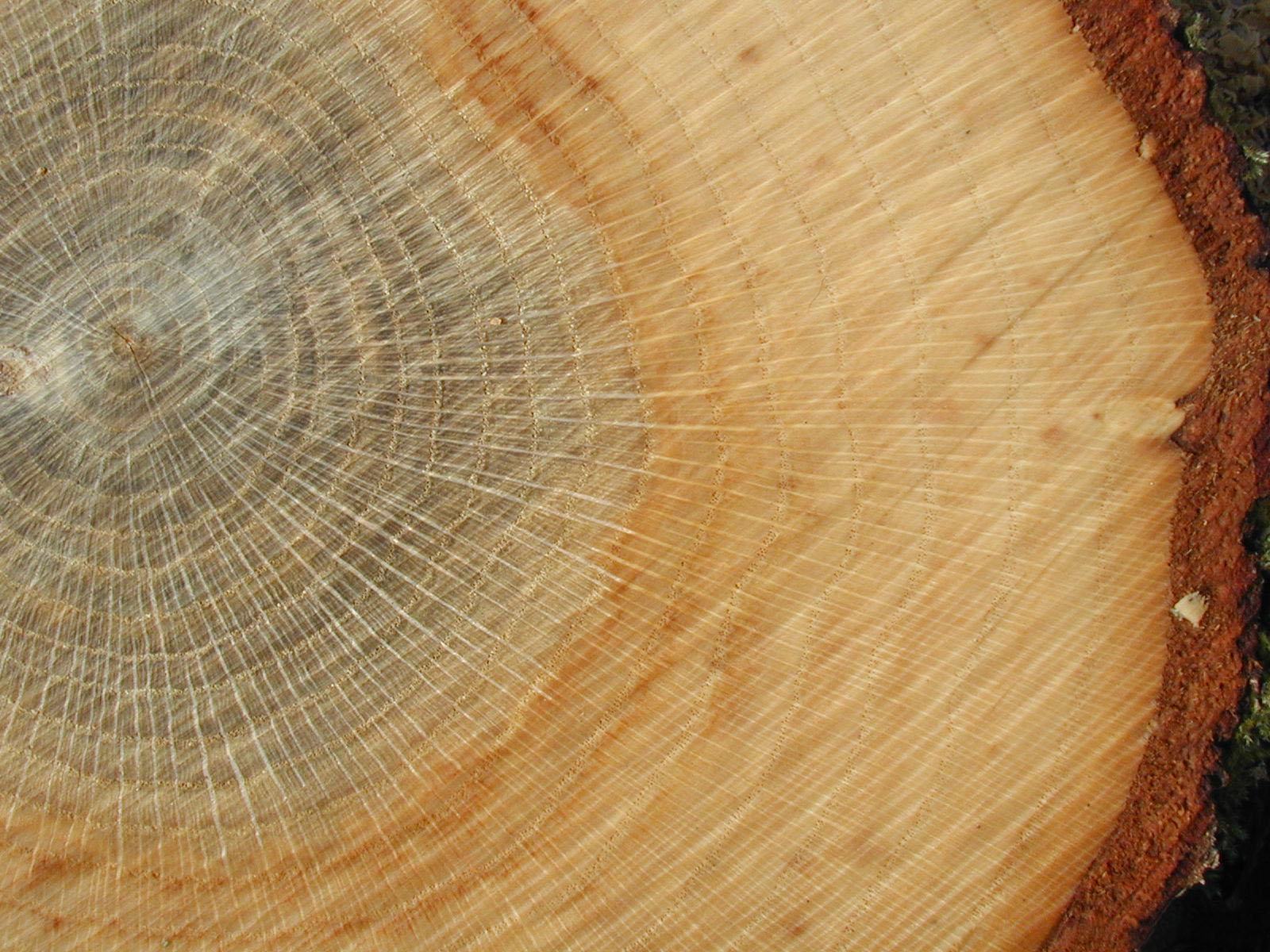
Letokruhy na příčném řezu kmene dubu

- mikroskopická a stochastická analýza dřevěných pilin
- opotřebení a poškození dřevoobráběcích nástrojů
- detekce poškození stromů
- atp